# هيدويغ كون
هيدويغ كون (بالألمانية: Hedwig Kohn)‏ (و. 1887 – 1964 م) هي فيزيائية، وأستاذة جامعية من ألمانيا . ولدت في فروتسواف .
توفيت في الولايات المتحدة ، عن عمر يناهز 77 عاماً.